# Буряк кормовий
Буряк кормовий — окультурнений коренеплід, отриманий з буряка столового. Його великі білі, жовті або оранжево-жовті опухлі коріння були розроблені в 18-му столітті, як кормова культура для годівлі худоби.

## Використання
Сучасне використання, перш за все, націлено для годівлі великої рогатої худоби, свиней та ін., хоча його може їсти і людина, особливо, коли рослина молода. В їжу придатні як листя так і коріння. Листя можуть бути злегка оброблені парою для салатів та голубців. В різних регіонах України зустрічаються рецепти борщів, для яких кваситься кормовий буряк. Коріння варять як картоплю для приготування пюре, існують навіть рецепти для приготування пива.